# Крекінг-установки в Паньцзіні
Крекінг-установки в Паньцзіні — складові частини нафтопереробного та нафтохімічного майданчика компанії Liaoning Huajin Chemical (відноситься до пов'язаної з військовими групи NORINCO — China North Industries Group Corporation), розташованого на північному сході країни в провінції Ляонін.
Першу установку парового крекінгу в Паньцзіні спорудила в кінці 1980-х Panjin Ethylene — дочірня компанія Liaoning Huajin Chemical. Об'єкт первісно мав потужність по етилену на рівні 130 тисяч тонн, яка в подальшому була збільшена до 180 тисяч тонн. Цей олефін споживали дві лінії поліетилену, здатні продукувати по 65 тисяч тонн на рік, а також завод мономеру стирену (75 тисяч тонн). Крім того, установка забезпечувала сировиною лінію поліпропілену (50 тисяч тонн), а з отриманої фракції С4 вилучали 25 тисяч тонн бутадієну і 10 тисяч тонн 1-бутену (використовується як кополімер).
А в 2010-му у Панцзіні запустили друге піролізне виробництво потужністю по етилену 450 тисяч тонн. Проект реалізували через ще одну дочірню компанію Liaoning Huajin Tongda Chemical, при цьому сировиною — газовим бензином — його забезпечував введений в експлуатацію у тому ж році нафтопереробний завод NORINCO. Вироблені олефіни призначались для продукування поліетилену високої щільності (300 тисяч тонн), мономеру стирену (150 тисяч тонн), оксиду етилену (180 тисяч тонн) та поліпропілену (250 тисяч тонн). Liaoning Huajin Tongda також належить установка виділення бутадієну потужністю 100 тисяч тонн на рік.